# Pehr G. Gyllenhammar
Pehr Gustaf Gyllenhammar, né le 28 avril 1935 à Göteborg et mort le 21 novembre 2024 à Toronto, est un homme d'affaires suédois, CEO puis président du groupe Volvo entre 1970 et 1994, puis vice-président de Rothschild Europe et président de Majid Al Futtaim Group LLC.

## Biographie

### Carrière
Pehr G. Gyllenhammar fut diplômé en droit de l'université de Lund en 1959. Il remplaça son père, Pehr Gyllenhammar senior, comme CEO de la société d'assurance Skandia en 1970. Après seulement quelques mois, il quitta la société pour entrer chez Volvo où il devint CEO, y remplaçant son beau-père qui devint président de la société.
Pehr G. Gyllenhammar devint l'une des personnalités du monde des affaires les plus connues de Suède. Il mena une large diversification du groupe automobile achetant, parmi d'autres, le groupe pharmaceutique Pharmacia. Il fut contraint de quitter Volvo après l'échec de la fusion avec Renault.
Il quitta alors la scène publique suédoise et partit à Londres où il devint président de la compagnie d'assurances Aviva. Il revint en Suède en 2004 comme président de la société d'investissement Kinnevik.
Il a été fait docteur honoris causa de nombreuses universités, notamment en 2003 de l'école d'économie et de droit commercial de l'université de Göteborg.

### Politique
Pehr G. Gyllenhammar a soutenu dans le passé le Parti libéral suédois. Dans un ouvrage de 1973, Jag tror på Sverige (Je crois en la Suède), il soutient fermement le modèle scandinave et plaide pour le libéralisme social tel que défendu par le Parti libéral. Gyllenhammar siégea au bureau du parti dont il fut largement considéré comme un futur chef. À un moment, il révéla l'ambition de devenir Premier ministre de Suède.
Membre de la Fondation pour l'innovation politique, un think tank français, il a été nommé par Nicolas Sarkozy en juin 2007 à la Commission pour la libération de la croissance française (dite Commission Attali).

### Famille
Pehr G. Gyllenhammar est marié à Christina Gyllenhammar (sv). Ils vivent à Londres et ont trois filles et un fils.
Cecilia Gyllenhammar (en), la fille ainée, ancienne journaliste qui grandit comme la « Princesse de Göteborg », a écrit un roman sur la jeunesse d'une fille de la haute bourgeoisie suédoise, fille d'un homme d'affaires à Göteborg, touché par des troubles alimentaires et le dégout de soi-même. Le roman est une critique sévère du milieu dans lequel elle vivait et, elle l'a admis, comporte des critiques sur ses deux parents mais aussi des éléments purement fictionnels.
Sophie Gyllenhammar Mattson travaille comme consultante avant d'être designer en bijoux, lançant sa propre marque Sophie by Sophie.
Charlotte Gyllenhammar (en), la plus jeune des filles, est une artiste.
Enfin le fils, Oscar Gyllenhamm, a créé sa propre société informatique avant de lancer un portail web (autoo.se).

## Distinctions
- Commandeur 1re classe de l'ordre de Vasa (1973)
- Commandeur de l'ordre national du Mérite (1980)
- Commandeur de l'ordre de Saint-Olaf (1984)
- Commandeur de 1re classe de l'ordre de la Rose blanche (1986)
- Commandeur de la Légion d'honneur (1987)
- Commandeur de l'ordre de Léopold (1989)